# سفیدماهی آلپ
سفیدماهی آلپ (نام علمی: Coregonus alpinus) نام یک گونه از سرده سفیدماهی است.